# Мови Харківської області
Мовний склад Харківської області характеризується наявністю 2 основних мов, які домінують у всіх районах та містах області — української та російської.
Українська мова є єдиною офіційною мовою на всій території області з моменту проголошення Україною незалежності у 1991 році. У 2012—2018 роках статус регіональної мови на Харківщині мала російська.
За даними Держстату у 2023/24 навчальному році в Харківській області з 221 336 учнів закладів загальної середньої освіти 220 933 (99,82 %) навчалися в українськомовних класах, 403 (0,18 %) — в російськомовних.

## Історія

### Дані переписів населення

Українська мова в Російській імперії за переписом 1897 року (по повітах і містах)

Мови Російської імперії за переписом 1897 року (повіти та міста з переважанням українськомовного населення жовтим)

За даними перепису населення Російської імперії 1897 року, українськомовні становили понад 80 % населення Харківської губернії. Мовний склад тогочасних адміністративних одиниць, території яких сьогодні становлять більшу частину територій Харківської області, характеризувався переважанням української мови:
- Богодухівський повіт — українська мова — 88,18 %, російська мова — 9,91 %, білоруська мова — 1,63 %
  - сільська місцевість Богодухівського повіту — українська мова — 87,10 %, російська мова — 10,86 %, білоруська мова — 1,83 %
  - м. Богодухів — українська мова — 95,04 %, російська мова — 3,52 %
  - м. Краснокутськ — українська мова — 98,65 %, російська мова — 1,28 %
- Валківський повіт — українська мова — 97,14 %, російська мова — 2,61 %
  - сільська місцевість Валківського повіту — українська мова — 97,40 %, російська мова — 2,37 %
  - м. Валки — українська мова — 92,50 %, російська мова — 6,73 %
- Вовчанський повіт — українська мова — 74,79 %, російська мова — 25,03 %
  - сільська місцевість Вовчанського повіту — українська мова — 75,06 %, російська мова — 24,81 %
  - м. Вовчанськ — українська мова — 70,99 %, російська мова — 28,04 %
- Куп'янський повіт — українська мова — 86,61 %, російська мова — 13,16 %
  - сільська місцевість Куп'янського повіту — українська мова — 86,61 %, російська мова — 13,21 %
  - м. Куп'янськ — українська мова — 86,77 %, російська мова — 11,55 %
- Харківський повіт — українська мова — 54,91 %, російська мова — 39,48 %, їдиш — 2,84 %, польська мова — 1,17 %
  - сільська місцевість Харківського повіту — українська мова — 83,28 %, російська мова — 16,38 %
  - м. Харків — російська мова — 63,17 %, українська мова — 25,92 %, їдиш — 5,66 %, польська мова — 2,28 %, німецька мова — 1,35 %
  - м. Золочів — українська мова — 97,57 %, російська мова — 2,36 %
- Костянтиноградський повіт — українська мова — 86,05 %, російська мова — 11,79 %, німецька мова — 1,11 %
  - сільська місцевість Костянтиноградського повіту — українська мова — 86,46 %, російська мова — 11,87 %, німецька мова — 1,09 %
  - м. Красноград — українська мова — 72 %
- Зміївський повіт — українська мова — 63,71 %, російська мова — 35,63 %
  - сільська місцевість Зміївського повіту — українська мова — 66,37 %, російська мова — 33,22 %
  - м. Зміїв — українська мова — 89,26 %, російська мова — 9,95 %
  - м. Чугуїв — російська мова — 86,07 %, українська мова — 8,88 %, татарська мова — 1,52 %, їдиш — 1,37 %, польська мова — 1,16 %
- Ізюмський повіт — українська мова — 86,18 %, російська мова — 12,02 %, німецька мова — 1,47 %
  - сільська місцевість Ізюмського повіту — українська мова — 87,36 %, російська мова — 10,87 %, німецька мова — 1,61 %
  - м. Ізюм — українська мова — 78,33 %, російська мова — 20,60 %

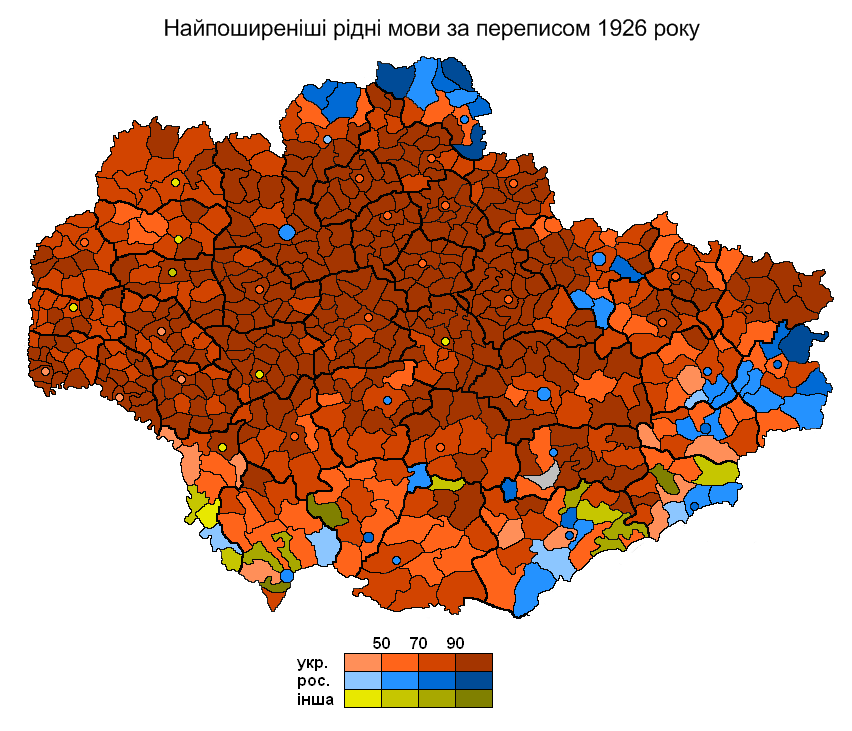
Найпоширеніша рідна мова в районах Української РСР за даними перепису 1926 року

Унаслідок проведеного за часів радянської окупації зросійщення України частка українськомовних у населенні Харківської області суттєво знизилася, тоді як частка російськомовних — зросла. Рідна мова населення Харківської області за результатами переписів, %
|            | 1959 | 1970 | 1989 | 2001 |
| ---------- | ---- | ---- | ---- | ---- |
| Українська | 61,2 | 56,5 | 50,5 | 53,8 |
| Російська  | 37,9 | 42,6 | 48,1 | 44,3 |
| Інші       | 0,9  | 0,9  | 1,4  | 0,9  |

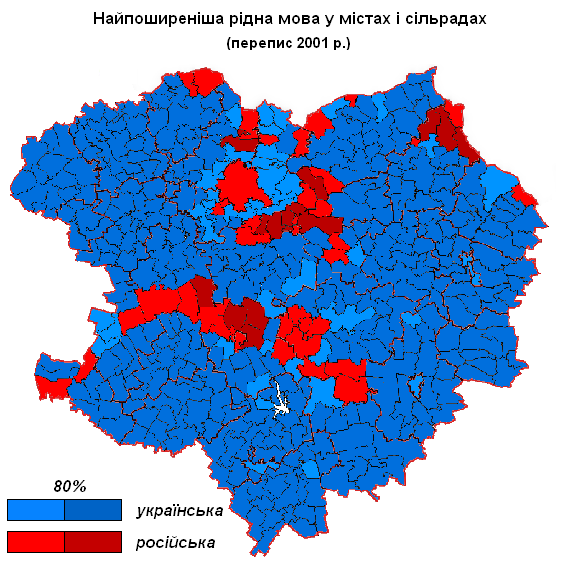
Найпоширеніша рідна мова у містах і сільрадах Харківської області за переписом 2001 року

Рідна мова населення районів і міст обласного підпорядкування Харківської області за переписом населення 2001 року:
|                        | українська | російська | вірменська | білоруська |
| ---------------------- | ---------- | --------- | ---------- | ---------- |
| Харківська область     | 53,8       | 44,3      | 0,2        | 0,1        |
| Харків                 | 31,8       | 65,9      | 0,2        | 0,1        |
| м. Ізюм                | 74,2       | 23,8      | 0,3        | 0,1        |
| Куп'янськ              | 69,3       | 25,6      | 0,1        | 0,1        |
| Лозова                 | 77,2       | 17,6      | 0,1        | 0,1        |
| Люботин                | 86,1       | 12,6      | 0,1        | 0,1        |
| Первомайський          | 42,8       | 52,7      | 0,1        | 0,1        |
| Чугуїв                 | 29,6       | 69,5      | 0,2        | 0,1        |
| Балаклійський район    | 70,4       | 28,9      | 0,1        | 0,1        |
| Барвінківський район   | 91,2       | 7,8       | 0,1        | 0,1        |
| Близнюківський район   | 92,1       | 6,7       | 0,3        | 0,3        |
| Богодухівський район   | 93,7       | 5,6       | 0,2        | 0,3        |
| Борівський район       | 91,5       | 8,1       | 0,1        | 0,1        |
| Валківський район      | 94,2       | 5,2       | 0,2        | 0,2        |
| Великобурлуцький район | 71,8       | 27,3      | 0,2        | 0,3        |
| Вовчанський район      | 85,7       | 13,2      | 0,4        | 0,2        |
| Зміївський район       | 76,4       | 22,5      | 0,1        | 0,2        |
| Дворічанський район    | 84,2       | 15,0      | 0,1        | 0,2        |
| Дергачівський район    | 78,1       | 21,3      | 0,1        | 0,1        |
| Зачепилівський район   | 84,0       | 14,9      | 0,6        | 0,1        |
| Золочівський район     | 85,7       | 13,3      | 0,4        | 0,3        |
| Ізюмський район        | 91,7       | 7,5       | 0,1        | 0,2        |
| Кегичівський район     | 92,1       | 5,5       | 0,3        | 0,6        |
| Коломацький район      | 94,0       | 4,5       | 0,1        | 1,1        |
| Красноградський район  | 77,2       | 21,9      | 0,1        | 0,3        |
| Краснокутський район   | 94,9       | 4,4       | 0,3        | 0,2        |
| Куп'янський район      | 88,9       | 10,4      | 0,1        | 0,2        |
| Лозівський район       | 88,5       | 10,7      | 0,0        | 0,2        |
| Нововодолазький район  | 77,7       | 21,5      | 0,2        | 0,1        |
| Первомайський район    | 58,2       | 41,2      | 0,1        | 0,2        |
| Печенізький район      | 92,8       | 6,9       | 0,0        | 0,2        |
| Сахновщинський район   | 94,4       | 4,5       | 0,3        | 0,2        |
| Харківський район      | 63,9       | 35,2      | 0,2        | 0,2        |
| Чугуївський район      | 45,2       | 53,9      | 0,3        | 0,1        |
| Шевченківський район   | 91,2       | 7,8       | 0,2        | 0,2        |

## Українська мова
Українська мова на Харківщині — літературна українська мова у Харківській області, що активно вживається в усіх сферах життя як українською більшістю населення, так і частково національними меншинами[джерело?].
Українська мова є рідною 53,8% населення області (2001), що на 3,3 відсоткового пункту більше, ніж за даними перепису 1989 року.
Ступінь національної самоідентифікації мешканців області досить високий, мешканці Харківщини досконало володіють українською літературною мовою і користуються нею в офіційному спілкуванні: університетське середовище, сфера освіти, політика, громадські організації, сфера громадського харчування, транспорт. Українська літературна мова на Харківщині — це мова інтелігенції, творчої еліти, богеми, літераторів, викладачів, освічених людей з високим ступенем національної самосвідомості. Вони користуються українською не лише в офіційному, але і в побутовому спілкуванні[джерело?].